# Советський (Барановицький район)
Советський (біл. Савецкі) — селище в Білорусі, у Барановицькому районі Берестейської області. Орган місцевого самоврядування — Городищенська сільська рада (Барановицький район).

## Населення
За переписом населення Білорусі 2009 року чисельність населення селища становила 221 особа.